# Adéla Kyjevská
Adéla Vsevolodovna Kyjevská (asi 1067 – 20. července 1109), označovaná také jako Praxedis či starorusky Eupraxia, byla římskoněmecká císařovna. Byla dcerou kyjevského knížete Vsevoloda I. Jaroslaviče a jeho manželky Anny Poloveckajy. V roce 1089 se provdala za Jindřicha IV. Německého a přijmula jméno Adéla (německy: Adelheid).

## Život
Eupraxia se poprvé vdala za Jindřicha I. Dlouhého, markrabího Severní marky. Z manželství se nenarodily děti a Jindřich zemřel v roce 1087. Eupraxia se uchýlila do kláštera Quedlinburg, kde se seznámila s Jindřichem IV., který také v roce 1087 ovdověl. Na Jindřicha udělala silný dojem její krása a v roce 1089 se s ní Kolíně nad Rýnem oženil. U příležitosti své korunovace přijala jméno Adéla (Adelheid).
Adéla Jindřicha doprovázela během jeho výpravy do Itálie, než ji zanechal ve Veroně. V roce 1093 uprchla do Canossy, kde žádala o pomoc Matyldu Toskánskou, jednoho z Jindřichových nepřátel. Setkala se s papežem Urbanem II., na jehož naléhání Adéla veřejně prohlásila, že ji Jindřich drží proti její vůli, nutí ji zapojovat se do orgií a z provozovování černé mše. K těmto obviněním se přidal i Konrád Francký, který prohlásil, že to je důvodem, proč se postavil proti svému otci Jindřichovi. Během orgií mu měl Jindřich nabídnout svou druhou manželku, což Konrád odmítl a proti otci se vzbouřil. Tato legenda má svůj původ v nepřátelství Jindřicha IV. a Urbana II. během boje o investituru.
Adéla se z Itálie odebrala do Uherska, kde žila až do roku 1099, kdy se vrátila do Kyjeva. Po smrti Jindřicha IV. v roce 1106 se stala jeptiškou, kterou byla až do své smrti o tři roky později.